# جک ایرز
جک ایرز (انگلیسی: Jack Eyres; ۲۰ مارس ۱۸۹۹ – ۲ اکتبر ۱۹۷۵) بازیکن فوتبال اهل بریتانیا بود.
از باشگاه‌هایی که در آن بازی کرده‌است می‌توان به باشگاه فوتبال استوک سیتی، باشگاه فوتبال یورک سیتی، باشگاه فوتبال نانت‌ویچ، باشگاه فوتبال بریستول راورز، باشگاه فوتبال ویتون آلبیون، باشگاه فوتبال گینزبورو ترینیتی، باشگاه فوتبال برایتون اند هوو آلبیون، و باشگاه فوتبال والسال اشاره کرد.